# Eugen Rehfisch

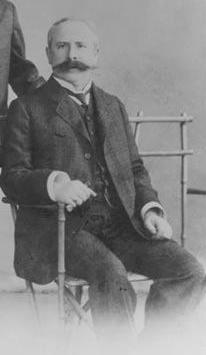
Eugen Rehfisch um 1900

Eugen Rehfisch (* 6. März 1862 in Kempen in Posen als Aron Rehfisch; † 7. Oktober 1937 in Berlin) war ein in deutscher Mediziner (Urologe, Kardiologe) und gilt als Pionier der Urodynamik.

## Leben
Rehfisch studierte Medizin an der Friedrich-Wilhelms-Universität Berlin und an der Julius-Maximilians-Universität Würzburg mit der Promotion 1887. Ab 1889 war er niedergelassener Arzt in Berlin und war gleichzeitig einige Zeit Mitarbeiter des Urologen Leopold Casper. Unter ihm führte er von 1896 bis 1900 an der Berliner Universitätsklinik Untersuchungen zur Urodynamik durch, für die er später bekannt wurde. Häufig in der Literatur zitiert wurde ein Diagramm, das das Verhältnis von Harnvolumen und Blasendruck bei der Miktion wiedergibt. Er konnte zeigen, dass die Miktion durch eine aktive primäre Erschlaffung des Schließmuskels eingeleitet wird. Dafür entwarf er auch Messvorrichtungen für die Messung an lebenden Versuchspersonen, wobei über einen Katheter zunächst erwärmte Borsäurelösung in die Harnblase gefüllt wird. 1897 publizierte er in Virchows Archiv über die Funktion des  Schließmuskels der Harnröhre und 1900 über die Innervation der Harnblase. Seine Theorien wurden später teilweise verworfen, die verwendeten Methoden waren aber einflussreich auf die weitere Forschung und seine Ergebnisse sind im Artikel von Oswald Schwarz zur Pathophysiologie der Harnblase in Lichtenbergs Handbuch der Urologie (1926) dargestellt.
Er arbeitete mit Casper auch an der Weiterentwicklung des Zystoskops und veröffentlichte Arbeiten über die Entzündung der Samenblase.
Später wandte er sich der Kardiologie zu (Veröffentlichungen in der Deutschen Medizinischen Wochenschrift von 1903 bis 1918, unter anderem über Herzrhythmusstörungen, Endokarditis, Elektrokardiographie, Herzfunktionsuntersuchungen), veröffentlichte aber auch über Psychiatrie. 1910 veröffentlichte er eine Broschüre zur Vorbeugung von Herzkrankheiten für Arbeiter. Rehfisch war in verschiedenen medizinischen Gesellschaften in Berlin wie dem Verein für Innere Medizin aktiv und wurde Titularprofessor.
Der Eugen Rehfisch Preis des Forum Urodynamicum ist ihm zu Ehren benannt.
Rehfisch war seit 1889 mit Hedwig Manczyk verheiratet. Sein Sohn war der Dramatiker Hans José Rehfisch.